# 85030 Admetos
85030 Admetos este o planetă minoră (asteroid), cu un diametru de 20,898 km, din Asteroid troian al lui Jupiter. A fost descoperită pe 24 septembrie 1960 la Observatorul Palomar de Cornelis Johannes van Houten. 
Obiectul prezintă o orbită caracterizată de o semiaxă mare de 5,1707647076273 UAi, o excentricitate de 0,078, o înclinație de 22,7 ° în raport cu ecliptica.